# Hawker Hector
L'Hawker Hector fu un biplano britannico con ruolo di cooperazione realizzato dall'azienda Hawker Aircraft negli anni trenta. Ne furono realizzati 179 esemplari che servirono anche in Irlanda.

## Storia
L'Hawker Hector fu pensato come sostituto dell'Hawker Audax, già utilizzato dall'esercito con ruoli di cooperazione. A causa dell'elevata richiesta di motori Rolls-Royce Kestrel per soddisfare la realizzazione degli Hawker Hind, fu utilizzato un diverso propulsore e la scelta cadde sul Napier Dagger III.
Sebbene sia la progettazione che la costruzione del prototipo siano state realizzate dalla Hawker, la produzione in serie di tale velivolo fu affidata alla Westland Aircraft di Yeovil, Somerset. Il prototipo volò la prima volta il 14 febbraio 1936 e fu pilotato da George Bulman. In totale furono realizzati 179 esemplari di cui tredici vennero consegnati alla forza aerea irlandese nel 1941-1942.
Dal 1940 i velivoli furono utilizzati dalla RAF come aerei da traino per bersagli e come traino per l'aliante General Aircraft Hotspur.
L'Irish Air Corps ricevette gli Hector dal War Office britannico dopo l'evacuazione delle truppe da Dunkerque, ma i velivoli consegnati erano in cattive condizioni. Comunque le forze armate irlandesi erano del tutto impreparate ad ogni azione di guerra e dipendevano totalmente dai rifornimenti che giungevano dall'Inghilterra. La difesa dell'Irlanda era molto importante per il Regno Unito, ma a causa dell'imperversare della Battaglia d'Inghilterra, non si potevano fornire all'Eire aerei migliori dell'Hector.
Negli anni in cui fu in servizio, l'Hector non godette di una buona fama perché molto spesso gli equipaggi erano costretti a terra a causa di malfunzionamenti del complesso motore installato che con 24 cilindri, 48 candele e 96 valvole richiedeva frequenti interventi di manutenzione.

## Utilizzatori
Irlanda
- Aer Chór na hÉireann

 Regno Unito
- Royal Air Force